# Artur Zapadnja
Artur Volodymyrovyč Zapadnja (in ucraino Артур Володимирович Западня?; Peršotravens'k, 4 giugno 1990) è un ex calciatore ucraino, di ruolo centrocampista.

## Carriera
Ha giocato nella massima serie ucraina.